# 安藤義門
安藤 義門（あんどう よしかど）は、江戸時代前期の紀伊国田辺藩3代藩主（紀州藩附家老）。官位は従五位下・帯刀。初名は直栄（なおよし）。

## 生涯
寛永13年（1636年）9月7日、2代藩主・安藤直治の長男として紀伊国和歌山（現在の和歌山県和歌山市）にて誕生。幼名は千福丸。父は義門が生まれる5日前に死去していたため、1歳で家督を相続した。
慶安元年（1648年）10月1日、3代将軍・徳川家光と世子・徳川家綱に拝謁し、承応元年（1652年）12月29日には従五位下、帯刀に叙任。祖父・直次と同じ官職となったのは、主君の紀州藩主・徳川頼宣が幕府に願い出たためであるという。
承応3年（1654年）8月6日、紀伊で死去した。享年19（満17歳没）。跡を養子・直清が継いだ。

## 系譜
- 父：安藤直治（1607-1636）
- 母：不詳
- 正室：松平成重娘
- 養子
  - 男子：安藤直清（1633-1692） - 旗本・安藤直政の長男